# L'Affaire Sextus, 81 avant J.C.
Pour plus de détails, voir Fiche technique et Distribution.
L’Affaire Sextus, 81 avant J.-C. (Murder in Rome) est un docu-fiction historique britannique réalisé par Dave Stewart, coproduit par la BBC et Discovery Channel et diffusé au Royaume-Uni en 2005. Il est consacré à la reconstitution d’un des premiers procès menés par l'avocat Cicéron, notamment sur la base de son discours Pro Sexto Roscio Amerino (pour Sextus Roscius d'Amérie).

## Synopsis
Nous sommes à Rome en 81 av. J.-C. (an 673 de Rome). La seconde guerre civile entre Marius et Sylla s'est terminée, au profit de Sylla. Le riche propriétaire terrien Sextus Roscius est trouvé assassiné dans une ruelle mal famée du quartier de Subure. D'après le plaidoyer de Cicéron, « Sextus Roscius, revenant de dîner, fut tué près des bains du mont Palatin ». Son fils, également nommé Sextus Roscius, dénué d'instruction et vivant dans les champs de son père loin de Rome : « Le jeune Sextus ne quittait jamais ses champs, où, conformément à la volonté de son  père, il se livrait à l'administration domestique et  rurale », se voit accusé de parricide : il aurait agi pour se venger d'avoir été déshérité. L'accusation a été fabriquée par Erucius : « Sextus Roscius ; autant que je puisse en juger, a, dans ce moment trois obstacles à combattre : l'accusation intentée contre lui, l'audace de ses adversaires et leur pouvoir. Erucius s'est chargé du soin de fabriquer l'accusation », chargé de ce rôle par Chrysogonus, l'affranchi favori de Sylla. Par chance, Sextus est protégé par Caecilia Metella, de la puissante famille des Caecilii Metelli. Elle demande au jeune avocat Cicéron, âgé de vingt-cinq ans et qui a déjà derrière lui un début de carrière prometteur, de se charger de la défense de Sextus Roscius. Le parti de l'accusation est puissant : Metella conseille à Cicéron de ne pas faire de vagues. Mais le jeune avocat trouve là l'occasion de se faire remarquer pour son talent et se lance dans une défense offensive. La majeure partie de son discours est fondée sur l'argument « Cui bono ? », à qui profite le crime : « Titus fut l'ennemi de Roscius, Sextus est son fils : lequel doit être présumé son assassin ? » Cicéron, lors du procès, prend un risque important : en effet, il va accuser Chrysogonus d'être lié à l'affaire et d'être en partie responsable du meurtre de Sextus Roscius, même si sa protectrice Cecilia Metella le lui déconseille.
Le procès dure trois jours. Une foule y assiste, au Forum romain. En effet, Cicéron dit dans son plaidoyer: « Vous voyez quelle foule s'empresse pour assister à ce jugement [...] ici même, dans le forum, devant ce tribunal. »
Dans le documentaire, le procès de Sextus Roscius se déroule uniquement de jour, respectant ainsi les procédures de la Rome antique. Cette règle, nécessaire pour pouvoir lire les preuves et voir les témoins, est inscrite sur la Loi des Douze Table, dans la procédure civile : "Si tous les deux sont présents, que le crépuscule mette fin au litige.".

## Fiche technique
- Titre : L’Affaire Sextus, 81 avant Jésus-Christ
- Titre original : Murder in Rome
- Réalisation : David Stewart
- Scénario : Collin Swash d’après le plaidoyer Pro Roscio de Cicéron
- Superviseur du script : Carole Salisburg
- Consultant historique : Tom Holland
- Décors : Samiri Menouer
- Son : Andrew Yarme
- Musique : John Waddell, Will Parnell
- Costumes : Hassan Taghriti
- Éditeur : Nicolas Packer
- Directeur de la photographie : Paul Kirsop
- Production : David Stewart pour la BBC/Discovery Channel avec la participation de France 3, Ahmed Abounouom pour le Maroc
- Pays :  Royaume-Uni
- Langue : anglais, latin
- Durée : 50 minutes
- Date de première diffusion :
  -  Royaume-Uni : 2005
  -  France : 15 janvier 2006 sur France 3

## Distribution
- Paul Rhys : Cicéron
- Owen Teale : Erucius, accusateur
- Mark McGann : Sextus
- Penny Downie : Caecilia Metella
- Anthony Byrne : Magnus, témoin
- Fabien Parfait : Chrysogonus, affranchi de Sylla
- Andrew Greenough : Capiton, témoin
- Tom Smith[Lequel ?] : Tiro
- Christopher Good : président des juges (préteur)
- Richard Ridings : Sextus l'ancien
- Michael Praed : Le narrateur

## Production
- Les scènes d’extérieur ont été tournées au Maroc, qui fournit aussi des figurants pour la foule.

## Anachronismes
- Cicéron déclare que Jules César est un avocat qui s’est fait connaître en gagnant des batailles : c'est un anachronisme, en 81 av. J.-C., César, âgé de 19 ans, n’avait exercé aucune activité militaire ni plaidé devant un tribunal[6].
- La similitude avec le système anglo-saxon est telle qu'Erucius est présenté comme procureur, ce qui est un anachronisme, que corrige le commentaire off en rappelant que le ministère public n’existait pas à cette époque. Erucius est plus exactement l’accusateur, qui avait le droit comme tout citoyen d’intenter une action devant le tribunal.
- Du temps de Cicéron, en 81 av. J.-C., on punit bien le parricide en cousant l'auteur du crime dans un sac et en le jetant à l'eau[7]. Mais ce n'est qu'en 52~53 avant J-C que Pompée écrit la lex pompeia[8] qui inclut dans le châtiment les animaux mentionnés dans le documentaire.

## Fidélité de l'adaptation
Le documentaire s'éloigne parfois du texte de Cicéron:
- Le film montre de nombreuses fois Cecilia Metella s'impliquer hardiment dans le procès : elle y assiste, conseille Cicéron, etc. Or, dans le plaidoyer de Cicéron, il est écrit que Cecilia ne fait que s'occuper de son hôte, Sextus Roscius, et le protéger : « Certes, la manière dont on le défend ne doit pas offenser ses adversaires ; ils ne peuvent pas dire qu'ils soient écrasés par la puissance. Cecilia s'acquitte de tous les soins domestiques ; et Messalla, comme vous le voyez, s'est chargé de la conduite du procès. Il plaiderait lui-même, s'il avait assez d'âge et de force, mais sa jeunesse et cette pudeur qui en est le plus bel ornement, ne lui permettent pas ; et comme il sait quelle est et quelle doit être mon ardeur à seconder ses généreux desseins, il m'a confié le soin de porter la parole[9] ».
- Dans le docu-fiction "L’Affaire Sextus, 81 avant J.-C" présenté comme un documentaire par la BBC, il est dit à 30:00 que Chrysogonus était en chemin vers Rome or, dans le plaidoyer de Cicéron, il n'en est fait aucune mention.
- Le film montre que Cicéron est effrayé à l'idée de défendre le jeune Roscius comme dans le passage à 03 minutes et 23 secondes, on constate que Cicéron est appeuré au nom de "Chrysogonus", et demande d'une voix fébrile pourquoi l'avoir choisi lui. Par la suite on remarque une expression faciale qui affiche une sorte d'effroi de la part de ce-dernier, et Sextus dit "regarde le battre en retraite comme tous les autres", ce qui n'est pas en accord avec les propres paroles de Cicéron dans son plaidoyer : "Vos espérances ont été déçues, et vous voyez, Érucius, que tout a changé de face ; que la cause de Sextus est plaidée, sinon avec éloquence, du moins avec courage. Vous pensiez qu'il était abandonné; on ose le défendre que les juges le livreraient sans examen; ils veulent prononcer un arrêt équitable." [10]. Ainsi, Cicéron se présente comme constamment déterminé et courageux dans son plaidoyer, à l'inverse du documentaire qui le présente parfois hésitant et effrayé.
- Dans le documentaire, Metella Cecilia est présentée comme ayant une dette envers la famille de Roscius, car Sextus Roscius, père, aurait toujours été loyal envers la famille de Cecilia. "His father was loyal to my family always. (...) It is my duty to help his son" TimeCode : 2'30". Mais cette information n'est précisée nulle part dans le texte ou ailleurs. Le seul lien entre Sextus Roscius, père, et Metella Cecilia explicité dans le plaidoyer est celui d'une amitié. "X. Dès qu'il s'en fut aperçu, celui-ci, de l'avis de ses amis et de ses parents, vint à Rome se réfugier auprès de Cécilia, fille de Népos, l'amie de son père"[11], en latin dans le texte : "qua pater usus erat plurimum", le verbe "usus erat" signifie ici, "était en relation avec".

En revanche, le documentaire est fidèle sur certains points :
- Le déroulement du procès est historiquement exact : séance publique sur l’esplanade d’un temple sur le forum, jury composé de sénateurs reconnaissables à la bande rouge de leur vêtement, procès étalé sur trois jours, interrogatoire et contre-interrogatoire des témoins par l’accusateur et le défenseur uniquement, plaidoiries finales, vote pour le verdict à l’aide de tablettes marquées A (Absolvo) ou C (Condamno).
- Les personnages d'Erucius, Capiton, Magnus, Sextus, Lucius Cornelius Chrysogonus, Tiro ont tous existé, de même que Caecilia Metella. En revanche, il est décrit un lien de parenté, celui de cousin, pour les personnages de Capiton[12] et Titus Magnus[13] au personnage de Roscius fils, alors que cette relation n'est mentionnée nulle part dans le plaidoyer de Cicéron. En ce qui concerne le rôle de Cecilia Metella, c'est une création du scénariste, et quelques erreurs minimes se trouvent dans les scènes imaginées autour de Cecilia : on la présente par exemple sous le nom de Cecilia Metellus, au lieu de Cecilia Metella (accord au féminin).
- Le film reprend la punition du calomniateur évoquée dans le plaidoyer de Cicéron. En effet, au début du documentaire, le personnage de Cicéron met en garde son adversaire Erucius à propos de son accusation de parricide envers l'accusé Roscius : il lui rappelle qu'il risque de recevoir la lettre K, faisant référence au terme "Calumniator", imprimée sur son front si l'accusateur émet volontairement des fausses accusations donc des calomnies. Comme dans l'adaptation, Cicéron fait la même mise en garde dans son plaidoyer pour Roscius fils : « Mais si vous accusez un fils d'avoir tué son père, sans pouvoir dire ni pourquoi, ni comment il l'a tué; si vous aboyez, sans que rien excite le soupçon, l'on ne vous assommera pas; mais, ou je connais mal les juges qui nous écoutent, ou cette lettre, qui vous est tellement odieuse que vous avez toutes les lettres en aversion, vous sera imprimée sur le front, de manière que vous ne pourrez plus accuser que votre mauvaise fortune. »[14]
- La valeur des biens de Sextus et le prix d'achat dans le film sont exacts comme l'indique le texte original : « Quel en est l'objet? Ce sont les biens du père de Sextus. Ces biens, dont la valeur est de six millions de sesterces, un jeune homme aujourd'hui tout puissant dans Rome, L. Cornelius Chrysogonus, dit les avoir achetés deux mille sesterces, d'un citoyen célèbre par sa valeur et ses exploits, et dont je ne prononce le nom qu'avec respect, de L. Sylla. »[9]
- Le docu-fiction de la BBC nous présente Cécilia Metella. Celle-ci n'est pas présentée comme la femme de Sylla : Caecilia Metella Dalmatica, ce qui corrobore avec le texte latin contrairement à l'édition de M. Nisard de 1848. En effet le texte latin fait mention de « Caecilia Baliarici filia, Nepotis sororem [9] » (Cécilia, fille de Baliaricus, sœur de Népos). Elle ne s'appelle pas Dalmatica. Nous ne connaissons pas la date de naissance et mort, néanmoins nous connaissons celle de son frère : Quintus Caecilius Metellus Nepos (135 av. J.-C.- 55 av. J.-C.) ; le procès se passant en 81 av. J.-C. (an 673 de Rome). Les dates concordent.